# Poplar River (biflöde till Atikameg River)
Poplar River är ett vattendrag i Kanada.   Det ligger i provinsen Ontario, i den sydöstra delen av landet, 300 km väster om huvudstaden Ottawa. Poplar River ligger vid sjön Poplar Lake.
I omgivningarna runt Poplar River växer i huvudsak blandskog. Trakten runt Poplar River är nära nog obefolkad, med mindre än två invånare per kvadratkilometer.